# Charles Vidor
Charles Vidor, født Vidor Károly, (27. juli 1900 - 4. juni 1959) var en ungarsk-amerikansk filminstruktør.

## Biografi
Han blev født Károly Vidor i en jødisk familie i Budapest i Ungarn, aftjente værnepligt i den ungarske hær under første verdenskrig. Han udviklede sig til en fremtrædende instruktur i de sidste af af stumfilmens storhedstid og lavede derefter en række populære spillefilm.
Blandt hans største filmsuccesser er The Bridge (1929), Cover Girl (1944), A Song to Remember (1945), Gilda (1946), The Loves of Carmen (1948), Love Me or Leave Me (1955), The Swan (1956), The Joker Is Wild (1957), og A Farewell to Arms (1957).
Han blev gift fire gange:
- Frances Vidor 1927 - 1931
- skuespillerinden Karen Morley 1932 - 1943
- skuespillerinden Evelyn Keyes 1943 - 1945
- Doris Warner (datter af Warner Bros. direktør Harry Warner) 1945 - 1959 (indtil hans død)

## Dødsfald
Charles Vidor døde i Wien i Østrig af et hjerteanfald i en alder af 58. Han var midt i indspilningen af Song Without End og blev erstattet af instruktøren George Cukor.
Han har en stjerne på Hollywood Walk of Fame på Hollywood Boulevard nr. 6676 for sine bidrag til film. Han blev begravet på Home of Peace Cemetery i samme mausoleum som Harry Warner.

## Filmografi
- The Bridge (1929)
- The Mask of Fu Manchu (1932) (ukrediteret)
- Sensation Hunters (1933)
- Double Door (1934)
- Strangers All (1935)
- The Arizonian (1935)
- His Family Tree (1935)
- Muss 'em Up (1936)
- Sinister House (1936)
- A Doctor's Diary (1937)
- The Great Gambini (1937)
- She's No Lady (1937)
- Romance of the Redwoods (1939)
- Blind Alley (1939)
- The Gates of Alcatraz (1939)
- My Son, My Son! (1940)
- The Lady in Question (1940)
- They Dare Not Love (1941) (medinstruktør - ukrediteret)
- Ladies in Retirement (1941)
- New York Town (1941)
- The Tuttles of Tahiti (1942)
- The Desperadoes (1943)
- Cover Girl (1944)
- Together Again (1944)
- A Song to Remember (1945)
- Over 21 (1945)
- Gilda (1946)
- The Loves of Carmen (1948)
- It's a Big Country (1951)
- Hans Christian Andersen (1952)
- Thunder in the East (1952)
- Rhapsody (1954)
- Love Me or Leave Me (1955)
- The Swan (1956)
- The Joker Is Wild (1957)
- A Farewell to Arms (1957)
- Song Without End (1960)